# Die Legende
Die Legende, in Deutschland im Jahr 1994 veröffentlicht, ist das erste und berühmteste Werk des britischen Fantasy-Autors David Gemmell.

## Vorgeschichte
Die Idee für das hier beschriebene Werk kam Gemmell erstmals im Jahr 1976. Damals bestand bei Gemmell der Verdacht auf Krebs. Um sich auf andere Gedanken zu bringen, versuchte er eine Kurzgeschichte zu schreiben, die er Die Belagerung von Dros Delnoch nannte. Die darin beschriebene Festung und seine Angreifer, die Nadir, waren Metaphern für ihn und den Krebs. Am Ende stellte sich jedoch heraus, dass er nicht an Krebs erkrankt war und er vergaß das Werk, von dem er behauptete, dass es ohnehin nicht gut war. Jedoch las ein Freund von Gemmell das Manuskript 1980 und befand, dass es Potential hätte. Dadurch ermutigt überarbeitete Gemmell die Geschichte und nannte sie nun Die Legende. Das so entstandene Buch wurde erst 1982 von Century Hutchinson akzeptiert.
Die Legende ist der Auftakt zur Drenai Saga (engl. Drenai), die elf in sich abgeschlossene Romane umfasst, die allerdings durch eine gemeinsame Geschichte sowie durch wiederkehrende Haupt- und Nebencharaktere miteinander verwoben sind.

## Handlung
Das Reich der Drenai ist in Gefahr. Die Stämme der Nadir wurden durch den Stammesführer und Kriegsherrn Ulric vereint, der im Norden ein riesiges Reich errichten konnte. Der Drenaianführer Abalayn versucht neue Verträge mit Ulric auszuhandeln. Aber Ulric strebt eine weitere Expansion seines Herrschaftsgebietes an und eine 500.000 Mann starke Nadirarmee marschiert auf die Festung Dros Delnoch zu, dem Tor zum Herzen des Landes der Drenai. Dros Delnoch ist die größte Festung der im Roman beschriebenen Fantasy-Welt. Sie liegt in einem schmalen Pass und ist durch sechs massive Mauern und eine Burg geschützt. Einst galt die Festung als praktisch uneinnehmbar. Allerdings wurde ihre Besatzung unter dem für Abrüstung eintretenden Abalayn auf weniger als 10.000 Mann reduziert.
Das Schicksal der Drenai hängt an der Verteidigung von Dros Delnoch. Würde die Festung drei Monate den Nadir-Horden standhalten, hätte der General der Drenai ausreichend Zeit, um eine Armee gegen die Feinde auszubilden.
Im Zentrum der Handlung stehen zwei Charaktere: Der mittlerweile ergraute Drenai-Held Druss, sowie der desillusionierte und unter Selbstzweifeln leidende Mann Regnak, der zu einer der Schlüsselfiguren im Kampf gegen die Nadir wird.
Der Axtkämpfer Druss ist der größte Held der Drenai (vgl. Druss – Die Legende) und ein gefürchteter Krieger. Seine Taten sind so legendär, dass er bereits zu Lebzeiten den Beinamen Die Legende erhielt, was ihn zum Titelhelden des Buches macht. Druss wurde schon in jungen Jahren der Tod auf den Mauern von Dros Delnoch prophezeit. In dieser Geschichte ist Druss mit bereits 60 Jahren ein Mann vergleichsweise hohen Alters. Dennoch ist er immer noch eine imposante Erscheinung, ein ausgezeichneter Krieger und ein inspirierender Anführer für die Truppen der Drenai. Als Druss von der Bedrohung durch die Nadir erfährt, bricht er nach Dros Delnoch auf, um seinem Volk ein weiteres Mal zu helfen und um seinen Idealen bis zuletzt treu zu sein.
Regnak wird zu Beginn des Buches als verbitterter ehemaliger Krieger mit einem Hang zur Selbstverachtung dargestellt. Da er der Meinung ist, dass das Reich der Drenai dem Untergang geweiht sei und niemand die Horden der Nadir aufhalten könne, flieht Regnak zunächst vor dem bevorstehenden Krieg. Als er sich jedoch in die Tochter des Grafen von Dros Delnoch verliebt und sie schließlich ehelicht, überdenkt Regnak seine Lage und beschließt nicht länger vor den Nadir davonzulaufen. Als der alte Graf verstirbt, wird Regnak als dessen Schwiegersohn sein Nachfolger. Als solcher bricht er zusammen mit 30 Kriegerpriestern und seiner neuen Gattin nach Dros Delnoch auf, um sich den Feinden der Drenai gegenüberzustellen und auf diese Weise seiner neuen Verantwortung gerecht zu werden. Während der Reise wird deutlich, dass der neue Graf ein Berserker ist, der auf dem Schlachtfeld zu einem fürchterlichen Gegner zu werden vermag. Außerdem gelingt es Regnak neue Verbündete für das Volk der Drenai zu gewinnen.
Regnak und Druss organisieren die Verteidigung zusammen mit den Kriegerpriestern und den Heerführern der Drenai so erfolgreich, dass es gelingt, die Festung lange Zeit zu halten. Als Ulric die Eroberung schließlich dennoch zu gelingen scheint, erreicht ihn eine Nachricht über einen Aufstand in der Heimat, woraufhin er sich zurückzieht. Druss stirbt allerdings im Laufe der Verteidigung den Heldentod.